# Kurugodu, Bellary
Kurugodu là một làng thuộc tehsil Bellary, huyện Bellary, bang Karnataka, Ấn Độ.